# Liste der Naturdenkmale in Winterspelt
Die Liste der Naturdenkmale in Winterspelt nennt die im Gemeindegebiet von Winterspelt ausgewiesenen Naturdenkmale (Stand 13. April 2024).

## Naturdenkmale
| Nr.         | Bezeichnung        | Lage                                          | Beschreibung | Bild                                    |
| ----------- | ------------------ | --------------------------------------------- | ------------ | --------------------------------------- |
| ND-7232-537 | Eiche an der K 101 | Hemmeres, Ourtalstraße, gegenüber Nr. 19 Lage | Quercus sp.  | Direkt Bild zu diesem Denkmal hochladen |